# Uehlfeld
Uehlfeld ist ein Markt im Landkreis Neustadt an der Aisch-Bad Windsheim (Mittelfranken, Bayern). Der gleichnamige Hauptort ist Sitz der Gemeindeverwaltung und der Verwaltungsgemeinschaft Uehlfeld.

## Geographie

### Lage
Durch das Gemeindegebiet fließt die Aisch und die Weisach, die dort als linker Zufluss in die Aisch mündet, und einige weitere, kleinere Zuflüsse der Aisch und der Weisach, die eine große Zahl von Weihern speisen, die sich vor allem östlich des Hauptortes befinden. Im Nordwesten befinden sich bewaldete Anhöhen, ansonsten steigt das Gelände kaum an und besteht aus Acker- und Grünland.

### Gemeindegliederung
Es gibt 13 Gemeindeteile (in Klammern ist der Siedlungstyp angegeben):
- Demantsfürth (Dorf)
- Egelsbach (Wochenendhaussiedlung)
- Eselsmühle (Einöde)
- Gottesgab (Weiler)
- Hohenmühle (Einöde)
- Nonnenmühle (Einöde)
- Peppenhöchstädt (Dorf)
- Rohensaas (Dorf)
- Schornweisach (Pfarrdorf)
- Tragelhöchstädt (Dorf)
- Uehlfeld (Hauptort)
- Voggendorf (Dorf)
- Wallmershof (Weiler)

Es gibt auf dem Gemeindegebiet die Gemarkungen Demantsfürth, Peppenhöchstädt, Schornweisach, Tragelhöchstädt und Uehlfeld. Die Gemarkung Uehlfeld hat eine Fläche von 11,194 km². Sie ist in 2106 Flurstücke aufgeteilt, die eine durchschnittliche Fläche von 5315,35 m² haben. In ihr liegt neben dem namensgebenden Ort der Gemeindeteil Nonnenmühle.

### Nachbargemeinden
Nachbargemeinden sind (von Norden beginnend im Uhrzeigersinn): Lonnerstadt, Höchstadt an der Aisch, Weisendorf, Dachsbach, Gutenstetten, Münchsteinach, Vestenbergsgreuth.

### Storchendorf Uehlfeld
Uehlfeld gilt in Bayern als die Storchen-Hochburg. Im Jahre 2020 nisteten 35 Storchenpaare auf den Dächern der Kommune. Wissenswertes über den Weißstorch wird auf Schautafeln entlang des sieben Kilometer langen Storchen-Lehrpfades vermittelt, der durch den Ort verläuft.

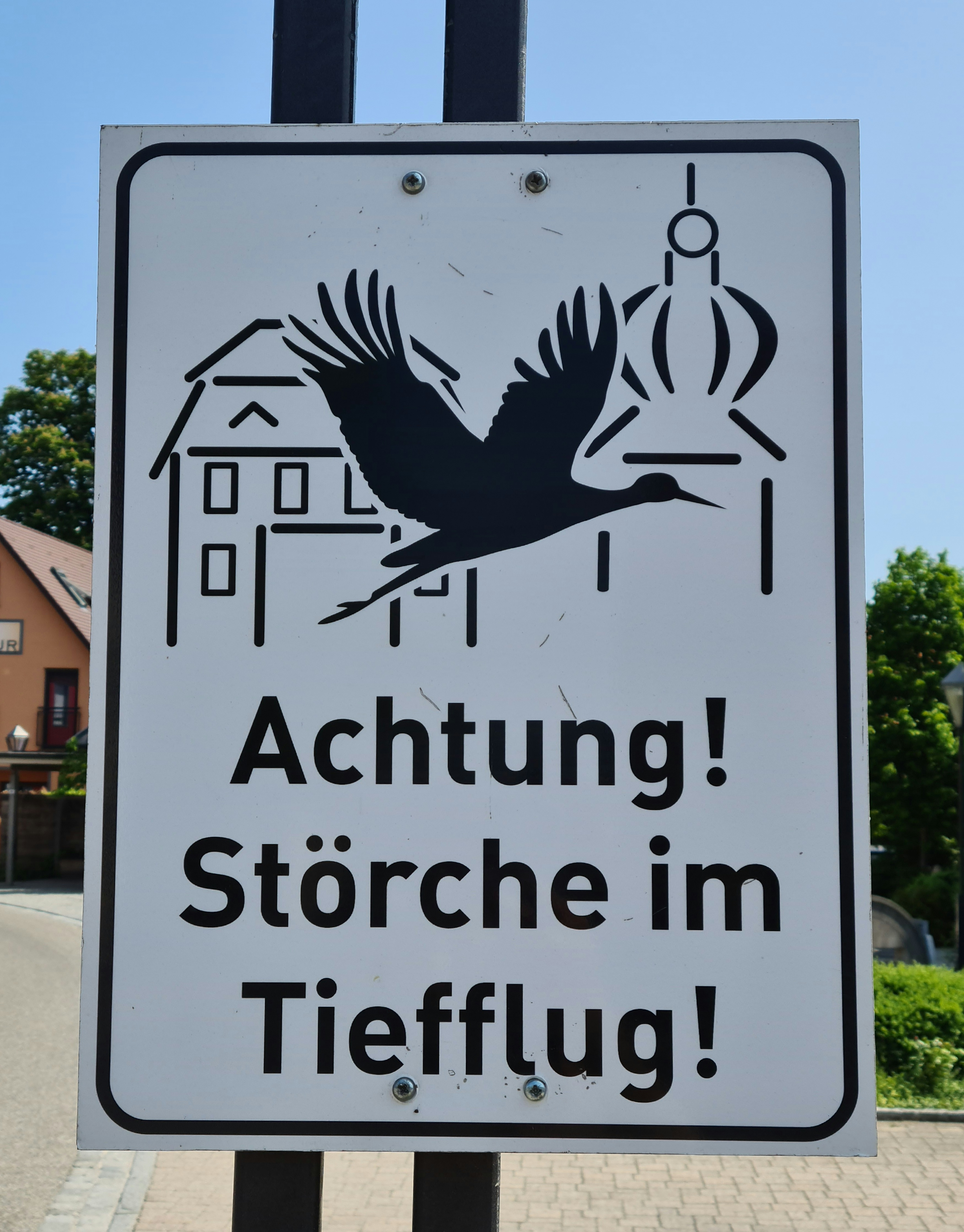
Straßenverkehrsschild "Achtung! Störche im Tiefflug"

Achtung! Störche im Tiefflug!,  steht auf Warnschildern an den Ortseingängen von Uehlfeld, die Uehlfelds Bürgermeister Werner Stöcker aufstellen ließ. So erklärt er: Vor allem die Jungstörche bei ihren ersten Flugübungen brauchen schon eine gewisse Segelstrecke, bis sie wieder hochkommen. Und da gleiten sie bei uns eben die Hauptstraße entlang. Und zur Frage, wie viele Storchenpaare in diesem Jahr brüten, vermutet er: Dieses Jahr (2021) knacken wir wahrscheinlich die 40. Die Störche bauen schon wieder neue Nester.
Damit stellt sich die Frage, ob das brandenburgische Rühstädt, das 1996 von der Stiftung Europäisches Naturerbe den Titel Europäisches Storchendorf verliehen bekam, tatsächlich noch das storchenreichste Dorf Deutschlands ist.
Im Jahre 2022 vermeldete die Gemeinde Uehlfeld mit 49 Paaren einen bundesweiten Rekord.

## Geschichte

### Bis zum Ende des Heiligen Römischen Reiches Deutscher Nation (1806)
Uehlfeld entstand vermutlich im 6. Jahrhundert, also in der Zeit, als sich die Franken nach Osten ausbreiteten und auch den Aischgrund in Besitz nahmen. Eine der 14 Slawenkirchen im Aischgrund aus der Zeit der Slawenmission Karls des Großen stand vermutlich in Uehlfeld.
Die erste urkundliche Erwähnung des Hauptortes datiert aus dem Jahr 1123. Der Ort wurde damals mit „Ölenteuelt“ bezeichnet. Später wurde daraus „Ulletenvelt“ (1127), „Uelevelt“ (1154), „Ulfeldium“ (1158) oder „Ulefelt“ (1181). Der Ortsname enthält als Bestimmungswort den Personennamen Ulito, der als Gründer des Ortes angesehen werden kann.
Die Lehnsherrschaft hatte ursprünglich das Hochstift Würzburg. Im Jahre 1199 gelangten zwei Teile des Zehnten und ein Garten in Uehlfeld durch Tausch an das Bamberger Stift St. Jakob. Es gab einen ortsansässigen Adel gleichen Namens, der wohl ab dem 13. Jahrhundert erloschen war. Im Anschluss gab es in Uehlfeld zwei Rittergüter mit insgesamt 72 Untertanen. 1319 ging Uehlfeld in Flammen auf.
In den Jahren 1361 und 1364 wurde der Ort im Urbar der Burggrafschaft Nürnberg aufgelistet. Die Burggrafen hatten zu dieser Zeit 27 Gehöfte und die Fraisch über den Ort. Auf dem Schloss residierten die Herren von Seckendorff. Im Jahre 1361 verpflichteten sich Friedrich und Kuno von Seckendorff, ihren Burgstall dem Nürnberger Burggrafen offen zu halten. Im Jahre 1431 wurde Uehlfeld durch die Hussiten verwüstet. Im Jahre 1440 wurde das Kloster Frauenaurach als Besitzer verschiedener Grundstücke genannt.
Im Bauernkrieg (1524–1525) wurde das bis dahin existierende Schloss vernichtet. Der Zweite Markgrafenkrieg (1552) vernichtete die Ortschaften Nonndorf und Rothenberg, die anschließend nicht mehr aufgebaut wurden. Ein Brand im Jahr 1583 vernichtete unter anderem die Pfarrakten. Dennoch ist anzunehmen, dass Uehlfeld als nunmehr markgräflicher Besitz 1528 der Reformation zugeführt wurde (Erster evangelischer Pfarrer wurde von 1552 bis 1579 Michael Köhner). Der Dreißigjährige Krieg hatte mit dem kaiserlichen Oberst Kehraus seine Spuren bzw. die seiner Kroatischen Reiterei im ganzen Aischgrund hinterlassen und dessen Truppen plünderten auch Uehlfeld und brannten den Ort nieder.
Im Jahre 1649 wurde dem Ort der 1612 in Baudenbach geborene Pfarrer Veit vom Berg (1612–1675) als Seelsorger zugeteilt. Er hielt seine Antrittspredigt vor 31 Zuhörern (10 Männer, 15 Frauen, 6 Kinder), den letzten Einwohnern nach einer entbehrungsreichen Zeit. Vor dem Krieg hatte Uehlfeld über 600 Einwohner. Nach Ende des Krieges ließen sich hier zahlreiche evangelische Glaubensvertriebene aus Österreich nieder, die in dem entvölkerten Gebiet maßgeblich zur Peuplierung und zum Wiederaufbau beitrugen. Veit vom Berg blieb bis zu seinem Tode 1675 in Uehlfeld. Heute sind die Grund- und Hauptschule sowie eine Straße nach ihm benannt.
Ab 1679 gehörte Uehlfeld zur Verwaltung der in Neustadt an der Aisch ansässigen Landeshauptmannschaft, wurde aber seit 1700 von Dachsbach mitverwaltet.
Spätestens ab dem 18. Jahrhundert wurden bis zu vier Märkte pro Jahr abgehalten. Anfang des 20. Jahrhunderts sind zudem Schweine- und Viktualienmärkte bezeugt.
Gegen Ende des 18. Jahrhunderts gab es in Uehlfeld 61 Anwesen. Das Hochgericht und die Dorf- und Gemeindeherrschaft übte das brandenburg-bayreuthische Kasten- und Jurisdiktionsamt Dachsbach aus. Alle Anwesen hatten das Fürstentum Bayreuth als Grundherrn (Kasten- und Jurisdiktionsamt Dachsbach, 20 Anwesen: 1 Schenkstatt, 1 Mühle, 2 Höfe, 1 Halbhof, 2 Güter, 1 Gütlein, 1 Wohngut, 6 Häuser, 1 Tropfgut, 1 Häuslein, Synagoge, Badstube, Gemeindehaus; Verwaltung Uehlfeld, 41 Anwesen: Amtsknechthaus, Schlösslein, 6 Brau- und Schenkstätten, 2 Schmieden, 3 Gülthöfe, 11 Güter, 7 Gütlein, 4 Sölden, 4 Tropfgütlein, 1 Tropfhaus, 1 Wohnung).
Von 1797 bis 1810 unterstand der Ort dem Justizamt Dachsbach und Kammeramt Neustadt.

### Unter dem Königreich Bayern
Im Jahre 1810 kam Uehlfeld an das Königreich Bayern. Im Rahmen des Gemeindeedikts wurde 1811 der Steuerdistrikt Uehlfeld gebildet, zu dem Mailach, Nonnenmühle, Oberhöchstädt, Sichardshof, Tragelhöchstädt, Voggendorf und Weidendorf gehörten. 1813 entstand die Ruralgemeinde Uehlfeld, zu der Nonnenmühle gehörte. Mit dem Zweiten Gemeindeedikt (1818) wurde die Nonnenmühle nach Tragelhöchstädt umgemeindet. Die Ruralgemeinde Uehlfeld war in Verwaltung und Gerichtsbarkeit dem Landgericht Neustadt an der Aisch zugeordnet und in der Finanzverwaltung dem Rentamt Neustadt an der Aisch (1919 in Finanzamt Neustadt an der Aisch umbenannt, seit 1972 Finanzamt Uffenheim). Ab 1862 gehörte Uehlfeld zum Bezirksamt Neustadt an der Aisch (1939 in Landkreis Neustadt an der Aisch umbenannt). Die Gerichtsbarkeit blieb beim Landgericht Neustadt an der Aisch (1879 in das Amtsgericht Neustadt an der Aisch umgewandelt). Die Gemeinde hatte 1964 eine Gebietsfläche von 11,209 km².
Bis Mitte des 19. Jahrhunderts kamen viele jüdische Händler als Neubürger nach Uehlfeld, so dass sich in dem Ort Handel und Gewerbe entwickelten. Die Juden errichteten eine Synagoge, eine Schule und legten nordwestlich des Ortes einen Jüdischen Friedhof an, auf dem noch 406 Grabsteine und Grabsteinfragmente erhalten sind.

### Nationalsozialismus
Zeitgleich mit oder etwas eher als in Neustadt an der Aisch war in Uehlfeld 1922/23 eine NSDAP-Ortsgruppe gegründet worden, die anfangs von dem Dachsbacher (Oberhöchstädter) Lehrer und SA-Obertruppführer Hans Zuleeg aus geleitet wurde. Am 6. November 1927 war der nationalsozialistische Politiker Karl Holz in der Gastwirtschaft Wettschureck als Propagandaredner der NSDAP aufgetreten. Nachdem 1931 die NSDAP in Neustadt an der Aisch die Mehrheit im Stadtrat erlangt hatte, etablierten sich die neuen Machthaber auch in Uehlfeld. So fand am 2. Juli 1932 eine Sonnwendfeier statt, an der neben örtlichen Vereinen, der Musikkapelle Stumptner und dem Männergesangsverein auch die SA teilnahm und Reichsredner Dötzler aus Weingartsgreuth die Feuerrede hielt. 1934 war der Geschäftsführer einer Molkerei Wilhelm Müller (* 1880) Ortsgruppenleiter Uehlfelds. Als Redner empfahl er (mit dem Zusatz „Wir brauchen die Juden nicht umzubringen“) die Sterilisierung von Juden.

### Eingemeindungen
Im Jahre 1948 wurde die Nonnenmühle nach Uehlfeld eingemeindet. Im Zuge der Gebietsreform in Bayern wurde am 1. Juli 1971 die Gemeinde Tragelhöchstädt eingegliedert. Am 1. Januar 1972 folgten Demantsfürth und Peppenhöchstädt. Am 1. Januar 1978 kam Schornweisach hinzu.

### Bevölkerungsentwicklung
Im Zeitraum 1988 bis 2018 stieg die Einwohnerzahl von 2195 auf 2956 um 761 Einwohner bzw. um 34,7 %.
Gemeinde Uehlfeld
| Jahr      | 1987   | 2007   | 2008   | 2009   | 2010   | 2011   | 2012   | 2013   | 2014   | 2015   | 2016   |
| Einwohner | 2182   | 3032   | 2980   | 2937   | 2940   | 2884   | 2861   | 2866   | 2905   | 2912   | 2964   |
| Häuser    | 577    |        |        |        |        |        |        | 836    | 846    | 852    | 852    |
| Quelle    | [ 32 ] | [ 33 ] | [ 33 ] | [ 33 ] | [ 33 ] | [ 33 ] | [ 33 ] | [ 33 ] | [ 33 ] | [ 33 ] | [ 33 ] |

Ort Uehlfeld (= Gemeinde Uehlfeld bis zur Gebietsreform)
| Jahr      | 1818   | 1840   | 1852   | 1855   | 1861   | 1867   | 1871   | 1875   | 1880   | 1885   | 1890   | 1895   | 1900   | 1905   | 1910   | 1919   | 1925   | 1933   | 1939   | 1946   | 1950   | 1952   | 1961   | 1970   | 1987   | 2014   |
| Einwohner | 721    | 936    | *910   | *834   | 847    | *921   | 906    | 934    | 941    | 953    | 916    | 922    | 915    | 914    | 857    | 816    | 768    | 739    | 709    | 1240   | 1177   | 1106   | 972    | 1123   | 1227   | 1914   |
| Häuser    | 94     | 114    |        |        |        |        | 127    |        |        | 139    | 133    |        | 136    |        |        |        | 147    |        |        |        | 156    |        | 183    |        | 329    |        |
| Quelle    | [ 34 ] | [ 35 ] | [ 36 ] | [ 36 ] | [ 37 ] | [ 38 ] | [ 39 ] | [ 40 ] | [ 41 ] | [ 42 ] | [ 43 ] | [ 36 ] | [ 44 ] | [ 36 ] | [ 45 ] | [ 36 ] | [ 46 ] | [ 36 ] | [ 36 ] | [ 36 ] | [ 47 ] | [ 36 ] | [ 23 ] | [ 48 ] | [ 32 ] | [ 49 ] |

## Politik

### Bürgermeister
Bürgermeister war seit 2010	Werner Stöcker (CSU). Sein Vorgänger war Helmut Praus (Freie Wählergruppe Bürgerblock). Zu Stöckers Nachfolger wurde am 9. Oktober 2022 in einer Stichwahl Detlef Genz (Bürgerblock), der gegen Norbert Stoll (Freie Wähler) mit 50,73 % der Stimmen gewann. Er hatte sein Amt am 1. Dezember 2022 angetreten.

### Marktgemeinderat
Die Gemeinderatswahlen seit 2014 ergaben folgende Stimmenanteile bzw. Sitzverteilungen:
| Partei/Liste                                           | 2020    | 2020    | 2014  |
| Partei/Liste                                           | %       | Sitze   | Sitze |
| ------------------------------------------------------ | ------- | ------- | ----- |
| CSU 1                                                  | 17,89   | 3       | 3     |
| SPD                                                    | 5,16    | 1       | 1     |
| Grüne                                                  | 14,88   | 2       | 3     |
| Freie Wähler                                           | 17,79   | 2       | –     |
| Freie Wählergruppe Bürgerblock                         | 14,70   | 2       | 4     |
| Überparteiliche Wählergruppe Schornweisach (ÜWS)       | 16,17   | 2       | 3     |
| Wählergemeinschaft Peppenhöchstädt-Gottesgab-Rohensaas | 13,41   | 2       | 2     |
| Gesamt                                                 | 100     | 14      | 16    |
| Wahlbeteiligung                                        | 58,58 % | 58,58 % |       |

### Partnergemeinde
Seit 2000 existiert eine Regionalpartnerschaft des Bezirks Mittelfranken mit der polnischen Woiwodschaft Pommern. 2012 wurde in diesem Rahmen eine Gemeindepartnerschaft Uehlfelds mit Trąbki Wielkie begründet. Ein Schwerpunkt der Zusammenarbeit liegt im Jugendaustausch.

### Wappen und Flagge

#### Wappen
| Wappen der Gemeinde Uehlfeld | Blasonierung: „Gespalten; vorne geviert von Silber und Schwarz, hinten in Gold zwei von Rot und Silber geschachte Balken.“ |
| Wappen der Gemeinde Uehlfeld | Wappenbegründung: Die vordere Schildhälfte ist das Wappen der zollerischen Burggrafen von Nürnberg und späteren Markgrafen von Brandenburg, die mit großer Wahrscheinlichkeit bereits seit dem 13. Jahrhundert die Herrschaft im Gemeindegebiet innehatten. Unter den häufig wechselnden Lehnsherren waren die Truchsessen von Wetzhausen von besonderer Bedeutung für den Ort. Sie waren von 1433 bis 1592 Lehnsinhaber. Daran erinnert ihr Wappen in der hinteren Schildhälfte. Die Gemeinde Uehlfeld führt seit dem 21. März 1956 ein Wappen. |

#### Flagge
Die Gemeindeflagge ist weiß mit dem Gemeindewappen.

## Bau- und Bodendenkmäler

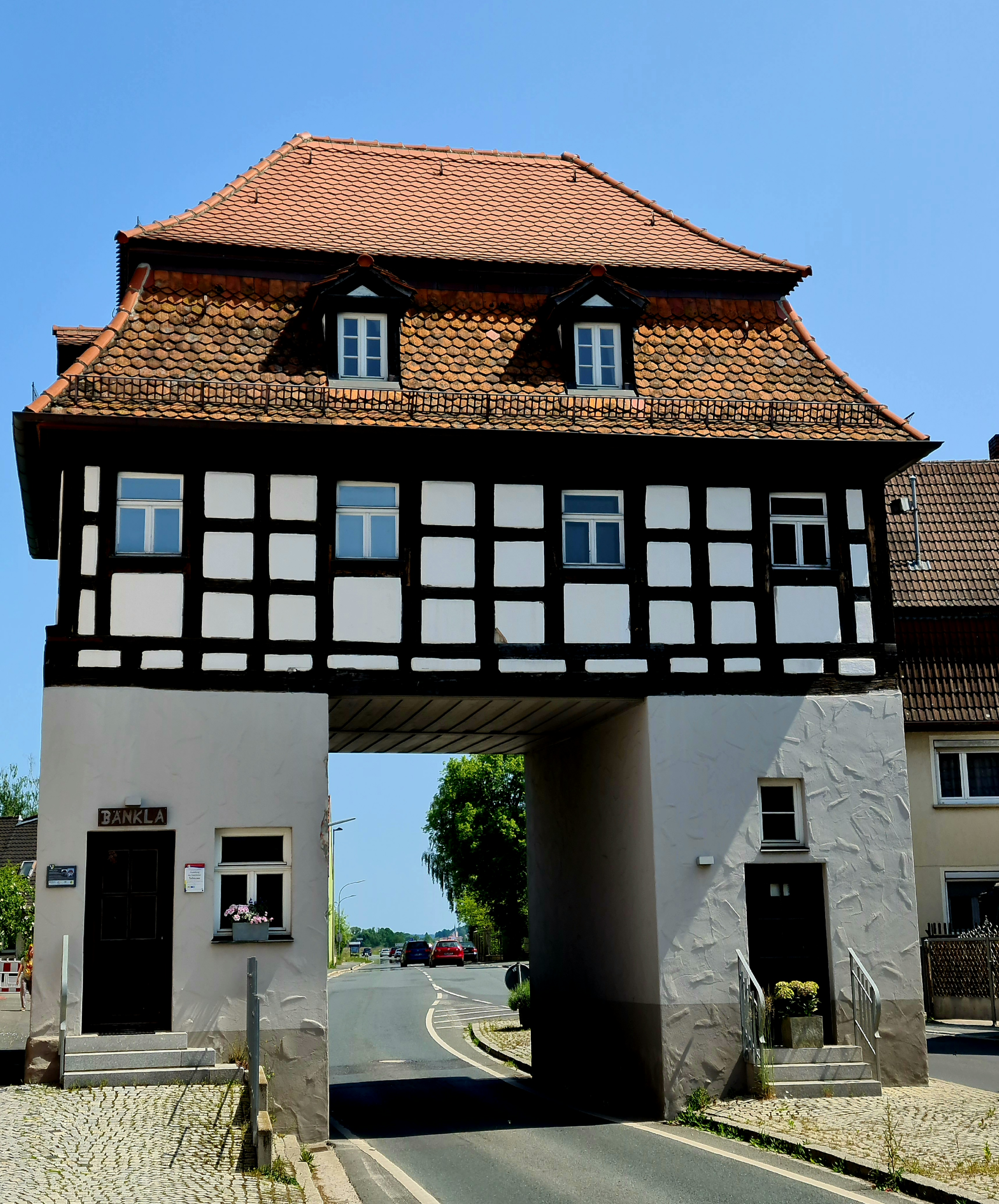
Torhaus (Unteres Torhaus) in Uehlfeld

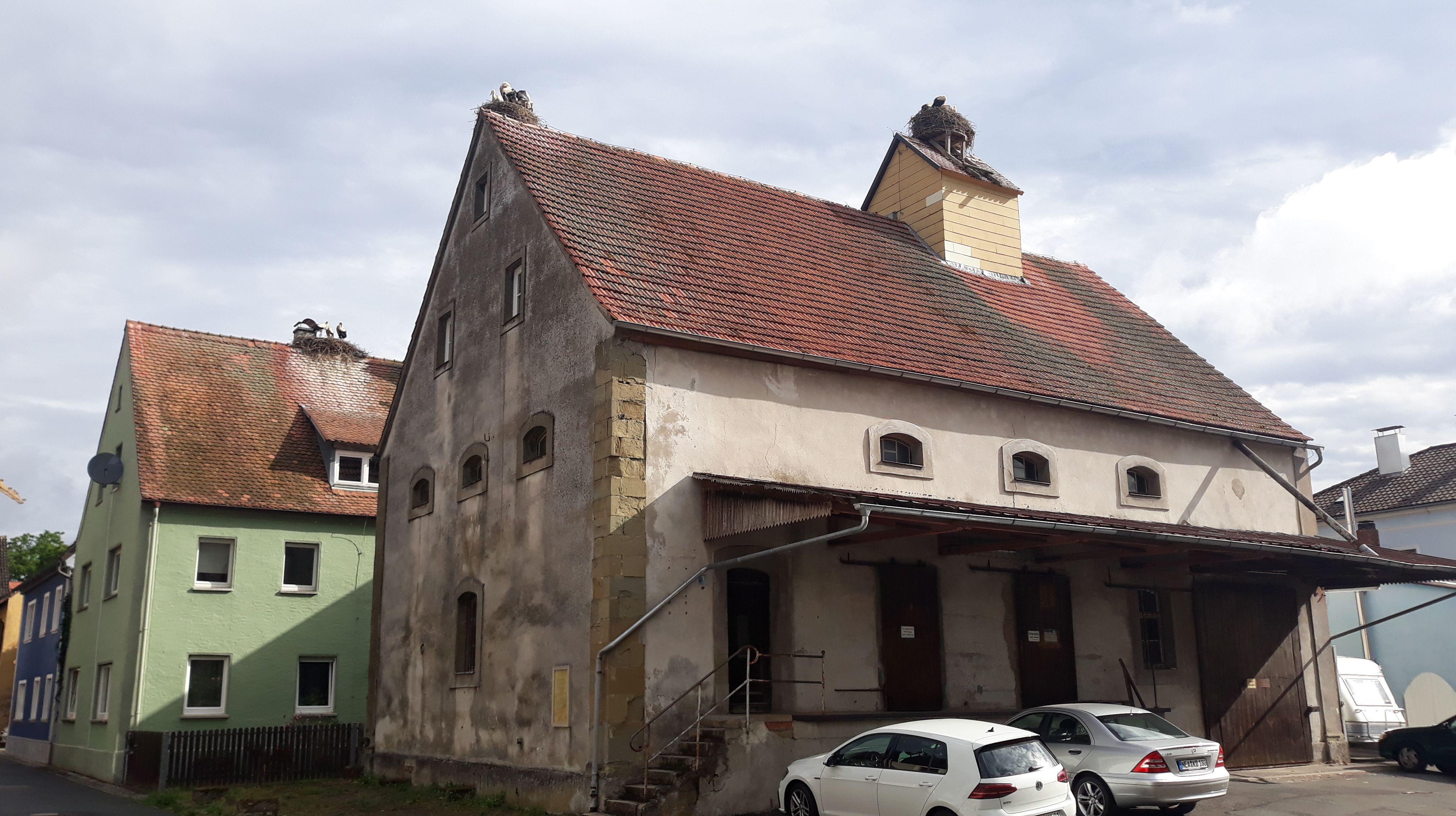
Ehemalige Synagoge, heute Lagerhalle, mit Storchennestern

## Verkehr
Uehlfeld liegt direkt an der Bundesstraße 470, die nach Dachsbach (3,7 km südlich) bzw. über Mailach nach Lonnerstadt (4,8 km nordöstlich) verläuft. Die NEA 3/ERH 20 verläuft nach Hermersdorf (4,4 km nordwestlich). Die NEA 1 verläuft an der Nonnenmühle, Tragelhöchstädt und der Eselsmühle vorbei nach Schornweisach (5 km westlich) bzw. über Demantsfürth nach Peppenhöchstädt (2,7 km südöstlich). Gemeindeverbindungsstraßen verlaufen nach Oberhöchstädt zur NEA 14 (2,5 km südwestlich) und nach Voggendorf (0,7 km südöstlich).

## Unternehmen
- Metzgerei Hans Rößner, Hauptstraße 41
- Autohaus Stöcker, Bahnhofstraße 11
- TSO Industrieanlagen Planung und Vertrieb GmbH, Lilienstraße 1

## Persönlichkeiten

### Söhne und Töchter der Marktgemeinde
- Johann Gottfried Groß (1703–1768), Publizist und königlicher Beamter
- John Frederick Wiessner (1831–1897), Brauer und Gründer der John F. Wiessner Brewing Company in Baltimore
- Max Frankenburger (1860–1943), Mitbegründer der Victoria-Fahrradwerke in Nürnberg, später Kunsthistoriker, ermordet im KZ Theresienstadt
- Siegfried Wahle (1869–1941), Allgemeinmediziner, Generaloberarzt und Sanitätsrat, ermordet im KZ Kauen

### Personen mit Bezug zur Marktgemeinde
- Friedrich Ferdinand Traugott Heerwagen (1732–1812), evangelischer Theologe und Musikwissenschaftler, verstorben in Uehlfeld
- Hessekiel Hessel (1755–1824), Kantor und Rabbiner in  Uehlfeld
- Johann Rüttinger (* 1947), Grafiker, Spieleautor und Unternehmer, gründete einen Spieleverlag in Uehlfeld
- Helmut Hack (* 1949), Unternehmer und Sportfunktionär, spielte Fußball bei der SpVgg Uehlfeld
- Bernd Flessner (* 1957), Schriftsteller, Publizist und Medienwissenschaftler, lebt in Uehlfeld
- Gabi Schmidt (* 1968), Kommunal- und Landespolitikerin (Freie Wähler), lebt in Uehlfeld